# 民情联系组
民情聯繫組，簡稱民情組（REACH），是隸屬於新加坡数码发展及新闻部的一個部門，負責與民眾溝通聯繫，並就重大議題蒐集意見反饋。
該組織原屬於新加坡社區發展、青年及體育部，並於2012年11月1日重組後，併入當時的新加坡通讯及新闻部。

## 歷史
民情組於2006年10月12日成立，當時是將原有的民意反映組重組升級，從單純蒐集民意，轉型為主導與國民互動與聯繫的機構。
在2009年1月，REACH亦被指定為新加坡政府的電子互動平台。